# 金載庸
金載庸（：／ Kim Jae-yong，1994年2月13日—），韓國男演員、歌手及模特兒。2014年作為男團HALO成員出道，2018年後作為演員出演電視劇《我們遇見的奇蹟》以及《有瑕疵的人們》而被更多觀眾所知。

## 影視作品

### 電視劇
- 2018年：KBS《我們遇見的奇蹟》飾演 馬奧
- 2019年：MBC《有瑕疵的人們》飾演 周瑞俊
- 2022年：tvN《Ghost Doctor》飾演 李善浩
- TBA：TVING《Villains》飾演 Fixer

### 電影
- 2022年：《背背（朝鲜语：어부바）》飾演 成年的諾瑪（特別出演）

## 外部鏈接
- 金載庸的Instagram帳戶
- 金載庸在HanCinema的頁面（英文）